# Royaume de Nouvelle-Zélande

Carte montrant les différentes parties du royaume.

Le royaume de Nouvelle-Zélande (en anglais : Realm of New Zealand) est une entité géographique et politique comprenant la Nouvelle-Zélande, les Îles Cook, Niue, les Tokelau et la dépendance de Ross, en Antarctique, et sur laquelle règne le monarque de Nouvelle-Zélande (actuellement Charles III, depuis le 8 septembre 2022). Le terme de « Realm of New Zealand » est utilisé dans des documents du gouverneur général de Nouvelle-Zélande datant de 1983.

## Gouverneur général
Le souverain résidant au Royaume-Uni, il est représenté dans le royaume par le gouverneur général, poste occupé par Dame Cindy Kiro depuis 2021. Les gouverneurs généraux détiennent tous les pouvoirs de réserve du souverain.

## Souveraineté dans le royaume
Le royaume lui-même est un groupement d'anciens protectorats et colonies britanniques. La Nouvelle-Zélande est une colonie britannique de 1840 à 1907, année où elle devient un dominion ; elle devient par la suite complètement indépendante lors du vote de la loi d'adoption du statut de Westminster de 1947. Les Îles Cook et Niue sont d'anciens protectorats britanniques transférés sous administration néo-zélandaise au début du XXe siècle. La dépendance de Ross est sous administration néo-zélandaise depuis 1923 tandis que Tokelau est transféré à la Nouvelle-Zélande en 1925 à la suite de la dissolution de la colonie des îles Gilbert et Ellice.

### Îles Cook et Niue
Les Îles Cook et Niue sont autonomes mais en association libre avec la Nouvelle-Zélande. Le Parlement de Nouvelle-Zélande ne peut pas légiférer dans ces pays. En matière de défense et de relations internationales, la Nouvelle-Zélande agit en leur nom, mais uniquement avec leur consentement.
Puisque le gouverneur général réside en Nouvelle-Zélande, le roi Charles III est représenté dans les Îles Cook par le représentant du roi (King's Representative). Ce poste n'est pas subordonné au gouverneur général ; il agit directement comme représentant local du roi. Cette position est tenue par Sir Tom Marsters depuis 2013.
Selon la Constitution de Niue de 1974, le gouverneur général de Nouvelle-Zélande est le représentant du roi à Niue.
Aux Îles Cook et à Niue, le haut-commissaire est le représentant diplomatique de la Nouvelle-Zélande. Depuis 2020, cette position est tenue par Tui Dewes aux Îles Cook et par Helen Tunnah à Niue.
Malgré leur relation étroite avec la Nouvelle-Zélande, les Îles Cook et Niue maintiennent certaines relations diplomatiques en leurs noms propres. Tous les deux maintiennent des hauts-commissariats en Nouvelle-Zélande et les hauts-commissaires de Nouvelle-Zélande résident dans leurs capitales respectives. En pratique dans le Commonwealth, les hauts-commissaires représentent leurs gouvernements et non leur chef d'État.
Les Îles Cook et Niue sont reconnus comme des États indépendants par l'Organisation des Nations unies mais ne sont ni membres ni observateurs au sein de cette organisation.

### Nouvelle-Zélande
La Nouvelle-Zélande elle-même est composée des archipels suivants :
- les îles du Nord et du Sud et leurs îles côtières, dont l'île Stewart, toutes contenues dans les seize régions de la Nouvelle-Zélande ;
- les îles Chatham à l'est, contenues dans le Territoire des îles Chatham ;
- les îles Kermadec au nord et les îles sub-antarctiques au sud, toutes en dehors des autorités locales et habitées uniquement par des chercheurs ou des membres de la protection de la nature.

### Tokelau
Les Tokelau sont moins indépendants de jure que les Îles Cook et Niue. Le représentant de la Nouvelle-Zélande aux Tokelau porte le titre d'administrateur des Tokelau. Le gouvernement néo-zélandais et les Nations unies incitent les Tokelauans à accepter un statut d'association libre identique à celui accepté par les Îles Cook et Niue, mais les électeurs tokelauans ont par deux fois, en 2006 et en 2007, rejeté cette proposition par voie référendaire.

### Dépendance de Ross
La revendication territoriale de la Nouvelle-Zélande sur la dépendance de Ross est suspendue par le traité sur l'Antarctique. Le gouverneur général de Nouvelle-Zélande est toutefois également gouverneur de la dépendance de Ross. La revendication sur la dépendance de Ross inclut la base antarctique McMurdo, tenue par les États-Unis.

## Avenir du royaume
En Nouvelle-Zélande, il existe un mouvement républicain avec le soutien d'une certaine partie de la population,. Si la Nouvelle-Zélande devient une république, le royaume de Nouvelle-Zélande persistera sans la Nouvelle-Zélande, la dépendance de Ross et les Tokelau. Cela ne poserait a priori pas de problèmes pour la création de la république ; les îles Cook et Niue garderaient leur statut d'États associés avec la Nouvelle-Zélande parce qu'ils partagent un chef d'État avec elle, tout comme le Royaume-Uni partage son chef d'État avec les autres royaumes du Commonwealth. Par contre, une république néo-zélandaise poserait le problème de l'indépendance des Îles Cook et Niue. Il y a donc plusieurs options pour le futur du royaume :
- Une république de Nouvelle-Zélande avec les Îles Cook et Niue en association libre mais gardant le roi comme chef d'État ;
- Une république de Nouvelle-Zélande avec les Îles Cook et Niue ayant un nouveau chef d'État républicain ;
- Une république de Nouvelle-Zélande avec les Îles Cook et Niue ayant leurs propres chefs d'État, mais gardant leur statut d'association libre avec la Nouvelle-Zélande.